# 阿尔察赫历史
纳戈尔诺-卡拉巴赫是小高加索山脈南部地区的现代称谓，涵盖了更广阔的卡拉巴赫地区的高原地带。“卡拉巴赫” 一名源自突厥语族和波斯语，含义为“黑色的花园”，最早出现于13世纪和14世纪的格鲁吉亚语和波斯语文献，用来称呼被现代历史学家叫做阿尔察赫王国或哈琴公国的一个亚美尼亚公国。 现在该地区绝大多数处于缺乏普遍的国际承认的纳戈尔诺-卡拉巴赫共和国的治下，纳卡共和国自1991年宣告从阿塞拜疆独立之后一直受到亚美尼亚在经济、政治和军事等各方面的支持，但联合国和世界上的大部分国家仍将其视为阿塞拜疆的一部分，该地区的最终归属仍是亚阿两国之间的一个重要争议。

## 早期历史与传说
纳戈尔诺-卡拉巴赫地区曾是卡拉—阿拉斯人生活的区域，卡拉—阿拉斯人因其活动于卡拉河与阿拉斯河之间地区而得名。由于相关历史资料很少，该地区的早期历史并不明了。在纳戈尔诺-卡拉巴赫地区曾发现过带有亚述王阿达德尼拉里三世名字的首饰。
根据当地的经外传说，纳卡的两个河谷属于诺亚后裔们最早的一批定居地。一则5世纪的境外传说则称亚美尼亚国王沃洛吉斯一世将一位名为阿兰（Առան）的当地首领任命为阿尔察赫的第一任省长。古代亚美尼亚作家莫夫谢斯·霍列纳齐和莫夫谢斯·卡甘卡特瓦齐称阿兰是阿尔察赫和乌提克两省居民的祖先，是邻省西萨坎（非休尼克州）先祖西萨克的后裔，而作为西萨克子孙的阿兰自然也是亚美尼亚始祖哈伊克的后裔。

## 亚美尼亚王国的阿尔察赫省

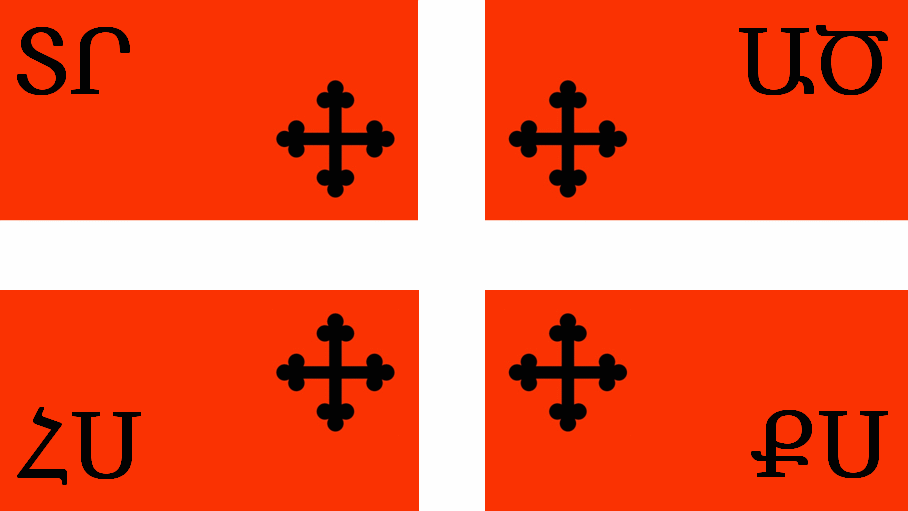
哈桑·贾拉勒·瓦坦吉扬大公在位时（1214–1261）的哈琴公国的王旗

最早提到如今纳卡地区的文字资料是发现于亚美尼亚Tsovk村的乌拉尔图国王萨尔达尔二世（763–734 BC）的铭文，铭文中该地区被称为“Urtekhini”。古罗马史学家斯特拉波将“Orkhistena”（阿尔察赫）描述为“有着大量骑士的亚美尼亚地区”。不清楚Orkhistena是何时并入亚美尼亚的，斯特拉波详细的罗列了亚美尼亚国王自公元年189年以来所有的收益，但并没有提到Orkhistena。Agdam市附近的Tigranakert城遗址是公元前1世纪初由提格兰大帝兴建的四座同名城市中的一座，亚美尼亚考古学家通过对该市遗址的发掘，发现了城堡遗迹和上百件文物，其中有一座堡垒和宗座圣殿的围墙，而文物则与在亚美尼亚发现的非常相近。发掘表明，该市存在于公元前1世纪至13或14世纪。
斯特拉波以及克劳狄乌斯·托勒密、老普林尼等1世纪和2世纪的著作者们都认为赛勒斯河（库拉河）是亚美尼亚王国和高加索阿尔巴尼亚王国的边界。阿尔察赫主要位于该河的南岸，而且没有证据表明它在4世纪末以前曾附属于高加索阿尔巴尼亚或其他国家。
亚美尼亚历史学家福斯图斯记载在约370年波斯人入侵亚美尼亚之后的一个混乱时期，阿尔察赫是起义省份之一，而乌提克被高加索阿尔巴尼亚占领。亚美尼亚军事首领穆舍格·马米科尼扬在一次大战中击败了阿尔察赫，俘虏了大量的阿尔察赫居民，并强迫阿尔察赫向其进贡。372年穆舍格击败了高加索阿尔巴尼亚，占领乌提克，将边境线重新推至了“先前的”库拉河。
根据7世纪亚美尼亚地理学家Anania Shirakatsi所著作的《地理》（Ashkharatsuyts）记载，阿尔察赫是亚美尼亚15个省份（nahangs）中的第10个，下辖12个区（gavars）：Myus Haband、克爾巴賈爾區（沙皇）、Berdadzor、Mets Arank、Mets Kvenk、Harjlank、Mukhank、Piank、Parsakank (Parzvank)、Kusti、Parnes和Koght。然而Anania写道，阿尔察赫及其辖区当时将脱离阿尔察赫。387年，亚美尼亚已经被罗马帝国和波斯瓜分，阿尔察赫与乌提克、派塔卡兰均被高加索阿尔巴尼亚占据。

## 迪扎克公国与哈琴公国

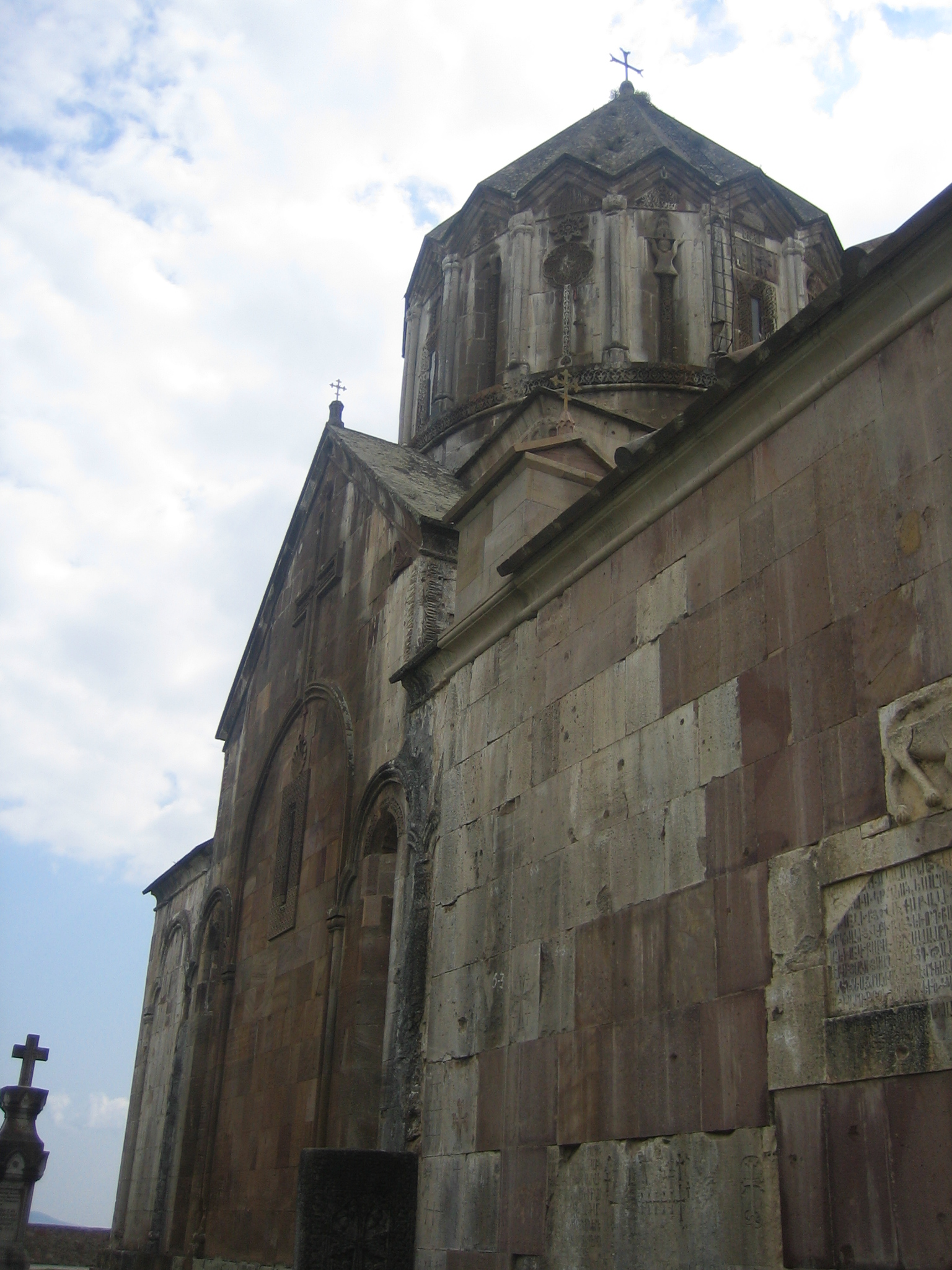
建于13世纪的甘扎萨尔修道院

## 卡拉巴赫汗国

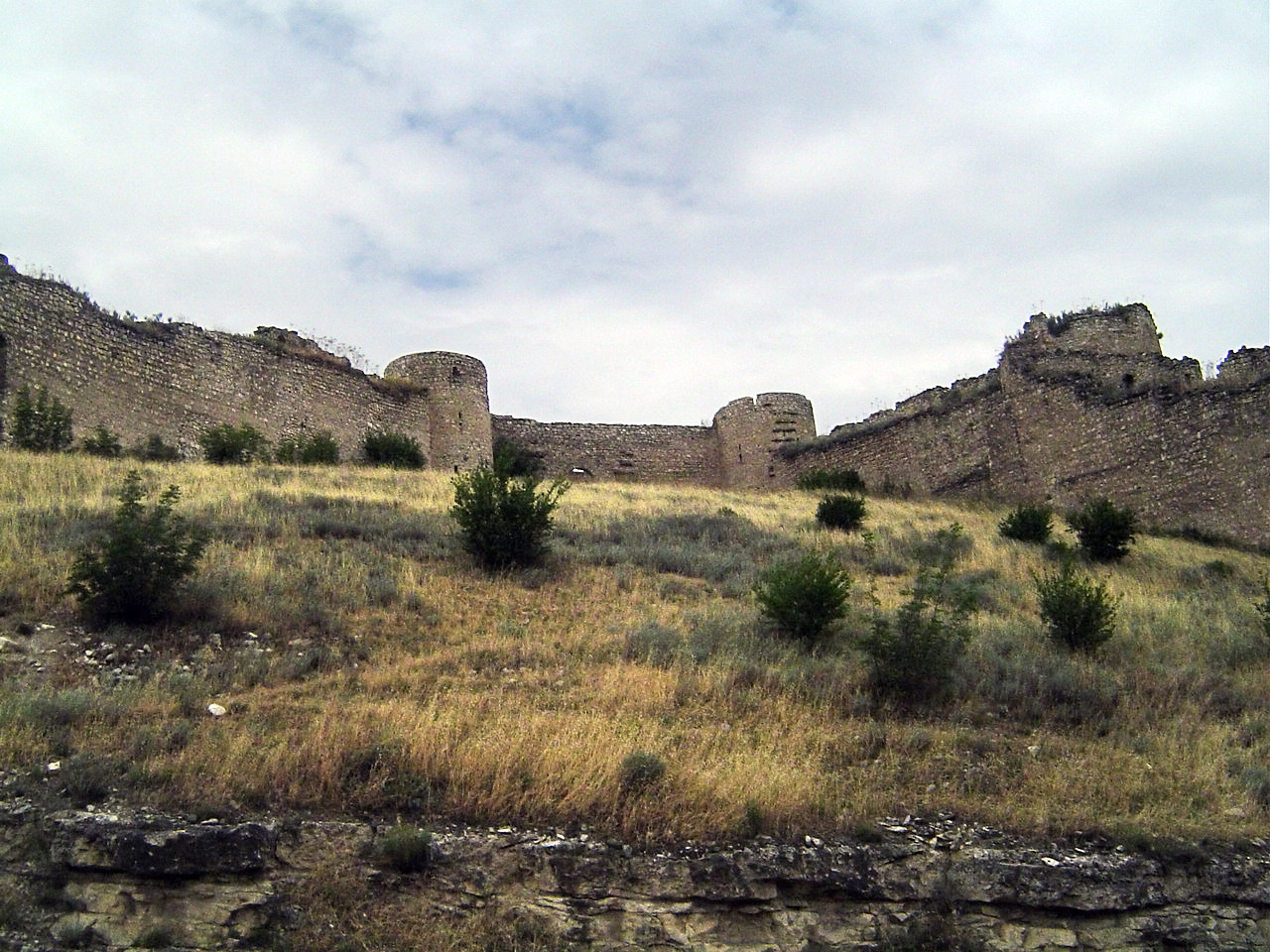
18世紀建造的

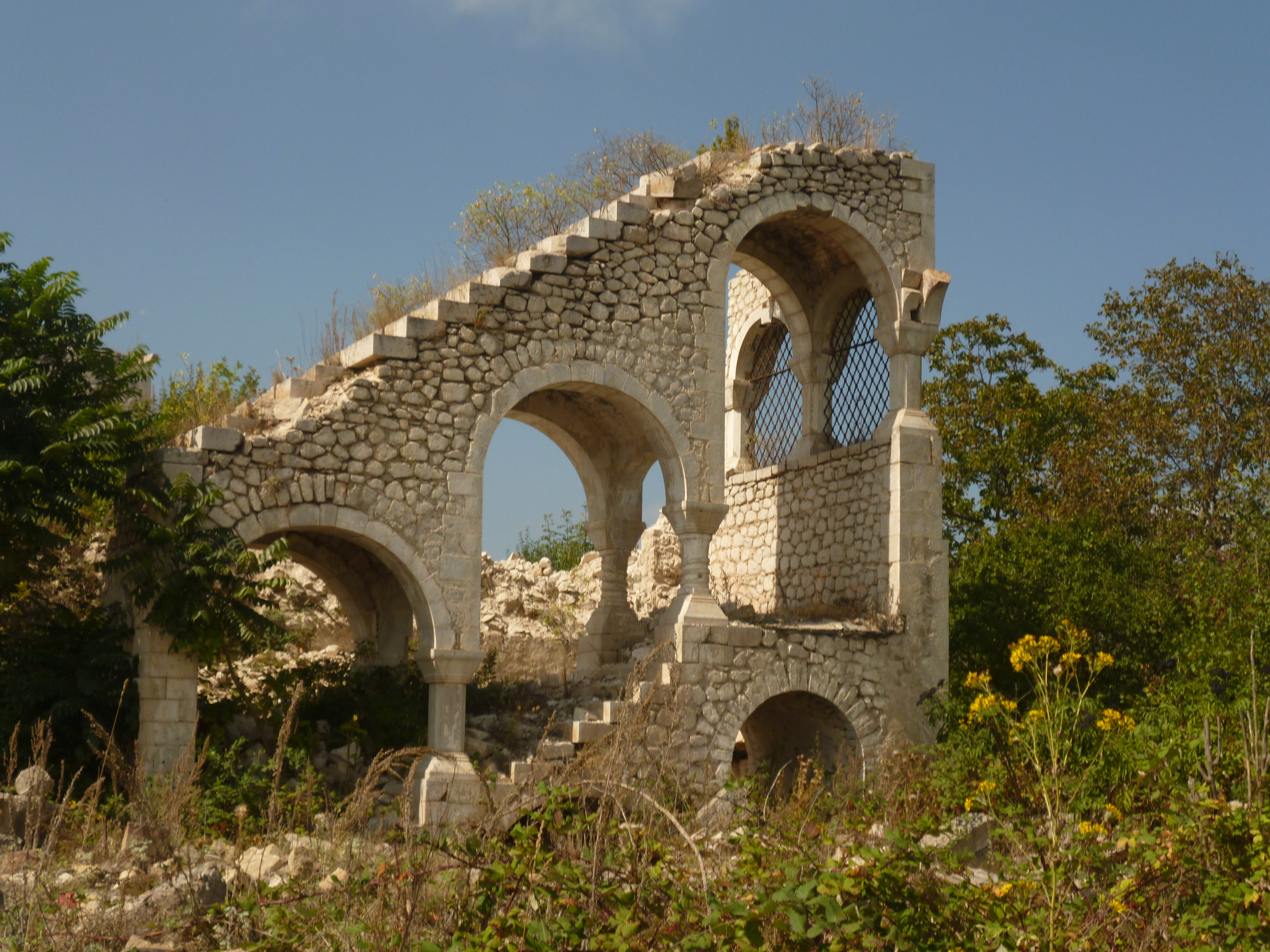
建于18-19世纪的舒沙可汗宮遗址

## 沙俄时期

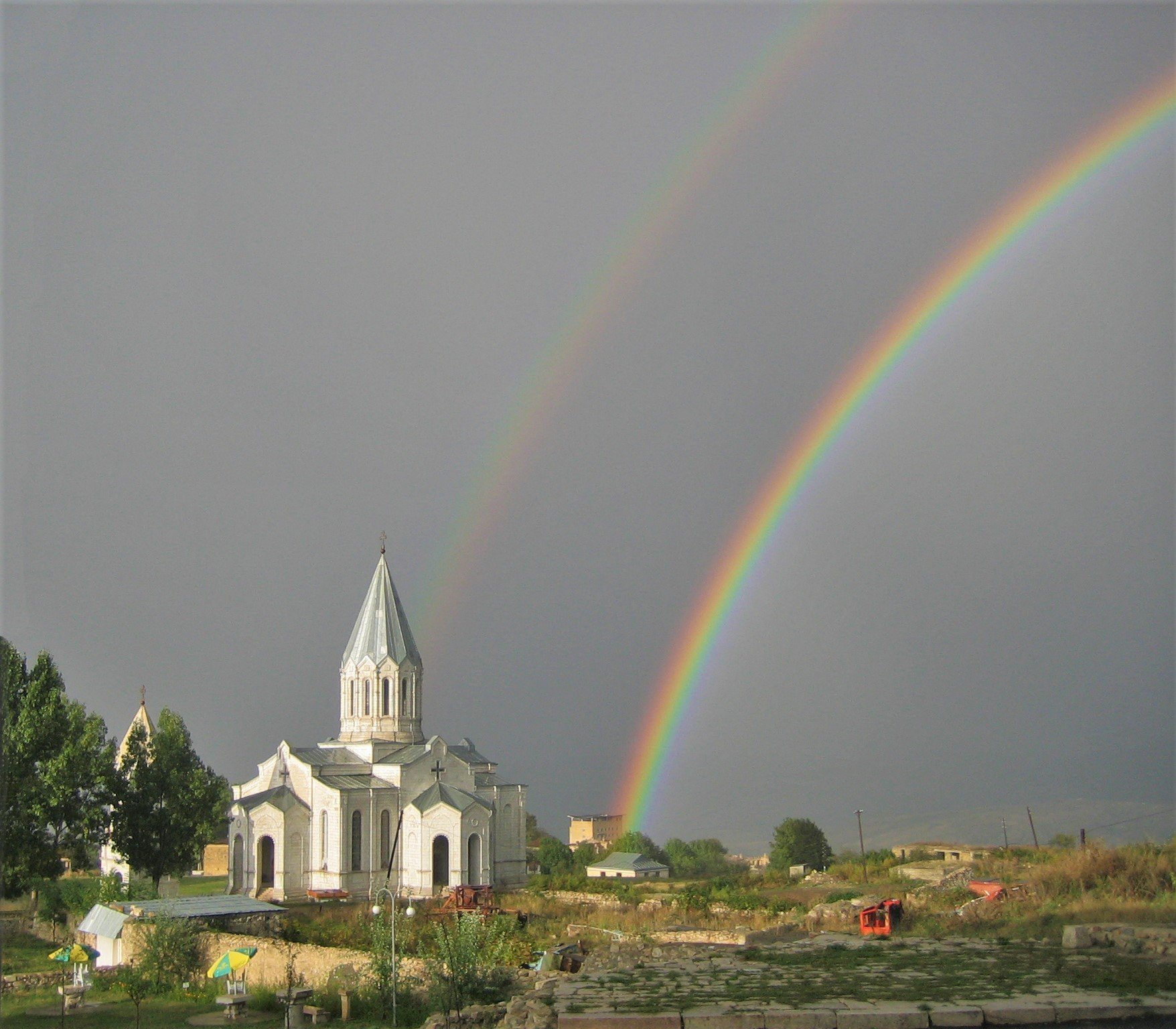
建于1887年的圣救主主教座堂

## 苏联时期

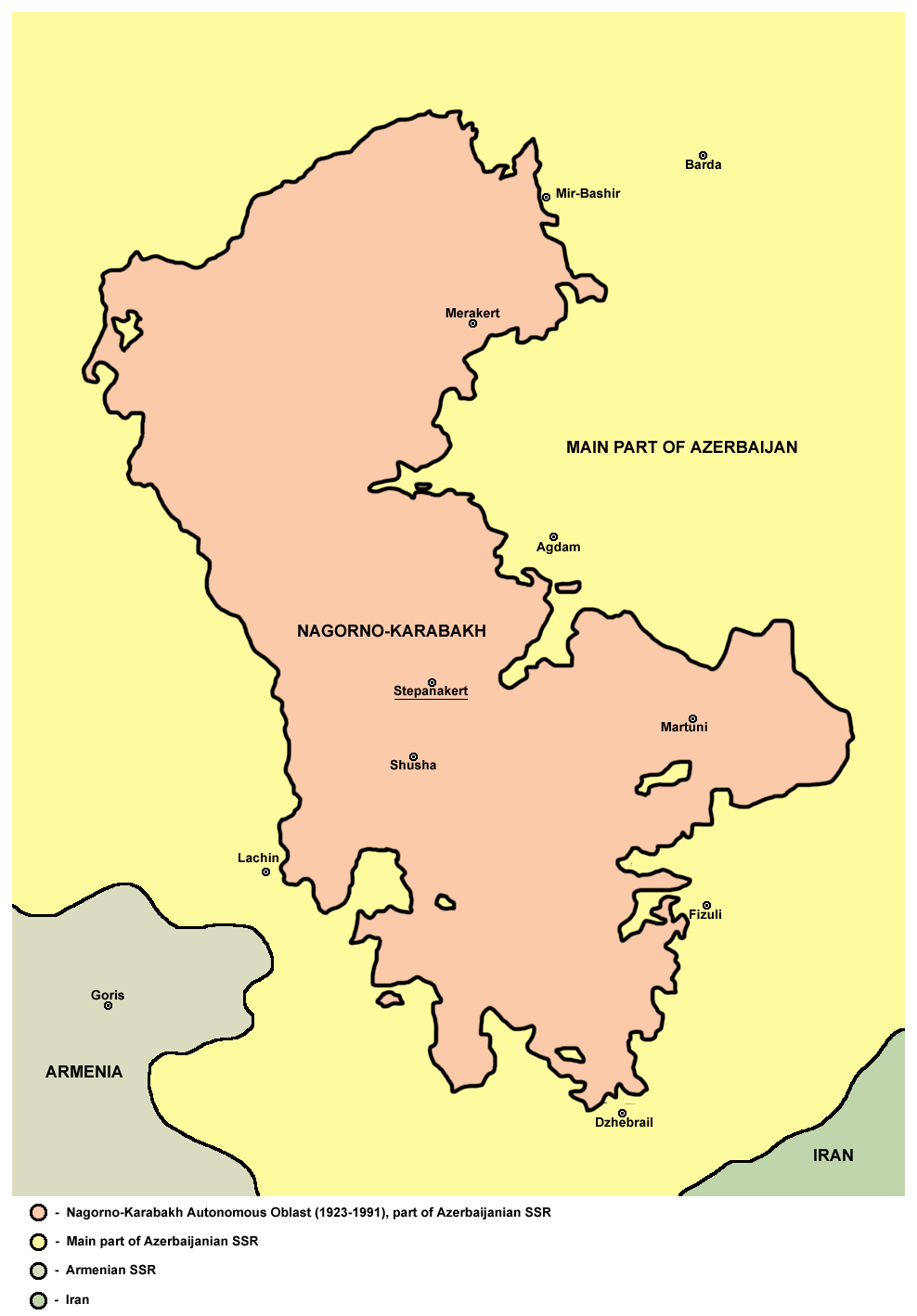
纳哥诺卡拉巴克自治州地圖

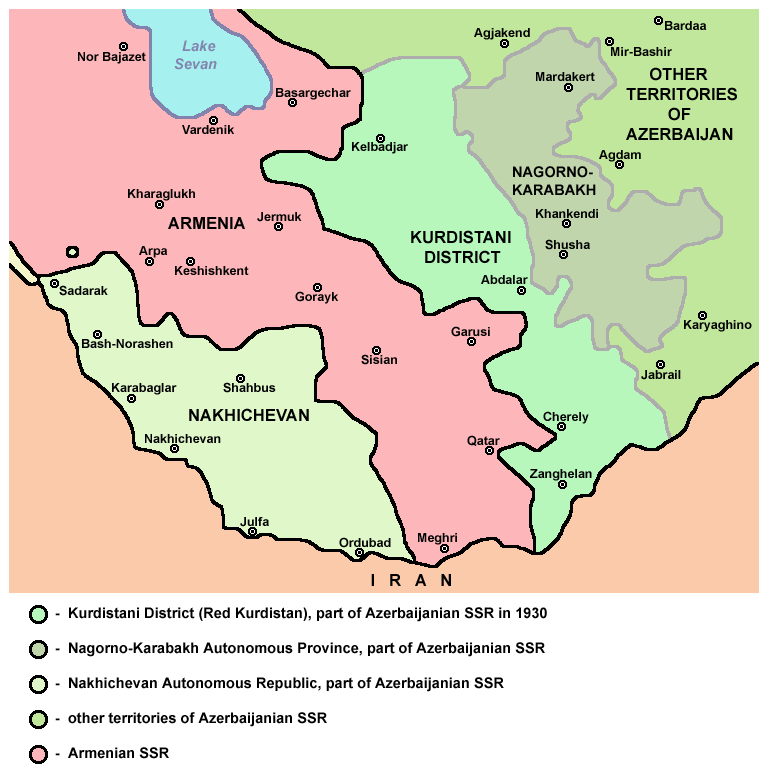
1930年纳哥诺卡拉巴克自治州與庫爾德區地圖